# Boca de Monte
Aldea que forma parte de El Corredor Turístico de las Rosas, ubicada en el Municipio Michelena, sobre la vía que conduce al Páramo El Zumbador en el estado venezolano del Táchira.
Boca de Monte esta a 2.292 metros sobre el nivel de mar, casi equidistante entre las poblaciones de Michelena y El Cobre, sobre las coordenadas 8°0'20 (Lat. Norte) y -72°9'12 (Long. Oeste), cerca de Angaraveca, La Enfadosa, Las Pilas, La Travesía, El Torneadero, Loma de La Bolsa y Llano Grande.
El pueblo vive específicamente de la ganadería y la agricultura: papa, cebolla, maíz, mora, curuba, fresas y flores los cuales son traídos al mercado el día domingo y satisfacen las necesidades de los habitantes de la capital del municipio Michelena.